# NGC 1598
NGC 1598 é uma galáxia espiral barrada (SBc) localizada na direcção da constelação de Caelum. Possui uma declinação de -47° 46' 57" e uma ascensão recta de 4 horas, 28 minutos e 33,4 segundos.
A galáxia NGC 1598 foi descoberta em 3 de Dezembro de 1837 por John Herschel.